# Personal Storage Table
Personal Storage Table (.pst) a programului de e-mail Microsoft Outlook pentru Windows este un fișier-container, unde sunt stocate sarcini, note, e-mail-uri și calendarul. Formatul de fișier .pst a fost lansat de Microsoft ca parte a Open Specification Promise.  

## Utilizare
În plus față de un fișier standard, Outlook poate gestiona cât mai multe fișiere .pst pe care le doriți. Pentru o copie de siguranță, poate fi creată o copie a fișierelor .pst. 
Dimensiunea maximă a acestui tip de fișier a fost de 2 GB pentru versiunile de Windows-Outlook, Outlook 97 pană la Outlook 2002. 
Formatul fișierului Outlook .pst s-a modificat odată cu versiunea Outlook 2003. Începând cu Outlook 2003, este utilizat un fișier Unicode .pst a cărui dimensiune maximă de memorie este de 20 GB.  Cu Office 2010, această limită a fost de 50 GB.  Cu toate acestea, după schimbarea unei chei din registrul Windows, această dimensiune poate fi restrânsă din nou. 

## Import și export
În timp ce Entourage nu a putut functiona cu fișiere .pst, Outlook poate importa pentru Mac 2011 numai fișiere Unicode , fișiere -.pst ANSI mai vechi din Outlook 2002 iar mai vechi nu pot fi importate. Cu toate acestea, nu este posibil exportul unui fișier OLM, cu format container de Outlook pentru Mac, într-un fișier .pst. 
Formatul poate fi exportat numai către alte programe de poștă electronică din Windows, dacă este instalat și Outlook (utilizând MAPI ). Alternativ, există libpst-Library, o aplicație a cărui este programul de citire readpst, care este capabil să citească formatul. 
Nu este posibilă cu Outlook o utilizare obișnuită a fișierelor .pst ca groupware. Groupware pentru Outlook este Microsoft Exchange Server. Există câteva alternative la serverul Exchange care funcționează ca servere MAPI bazate pe fișiere .pst în rețea, cum ar fi: Public ShareFolder sau OLfolders . 